# راگبی، واریک‌شایر
latitudeراگبی، واریک‌شایرlongitudeراگبی، واریک‌شایر
راگبی، واریک‌شایر (به انگلیسی: Rugby) شهری در منطقهٔ منچستر-لیورپول کشور انگلستان است که این کشور خود بخشی از بریتانیا محسوب می‌شود. این شهر در سال ۱۹۹۱ میلادی ۶۱٫۱۰۶ نفر جمعیت داشته و در سرشماری سال ۲۰۰۱ جمعیت آن به ۶۱٫۹۸۸ نفر رسیده‌است. میزان رشد سالانهٔ جمعیت راگبی، وارویک‌شایر ‎۰٫۴۴ درصد می‌باشد و جمعیت این شهر در سال ۲۰۱۲ به ۶۵٫۰۴۹ نفر تغییر یافت.